# بلک‌بری ۱۰
بلک‌بری ۱۰ (انگلیسی: BlackBerry 10) یک سیستم‌عامل موبایل برای تلفن‌های هوشمند بلک‌بری بود که هر دو توسط بلک‌بری لیمیتد توسعه یافته بودند. بلک‌بری ۱۰ مبتنی بر QNX است - یک سیستم عامل شبه‌یونیکس که در ابتدا توسط QNX Software Systems توسعه یافت تا زمانی که بلک‌بری این شرکت را در آوریل ۲۰۱۰ خریداری شد.